# کمپ ماکال
کمپ ماکال (به انگلیسی: Camp Mackall) یک فرودگاه نظامی با کد یاتا HFF است که یک باند فرود آسفالت دارد و طول باند آن ۱۵۲۴ متر است. این فرودگاه در کشور ایالات متحده آمریکا قرار دارد و در ارتفاع ۱۱۵ متری از سطح دریا واقع شده‌است.